# Blanford-bülbül
A Blanford-bülbül (Pycnonotus blanfordi) a madarak osztályának verébalakúak (Passeriformes) rendjébe és a bülbülfélék (Pycnonotidae) családjába tartozó faj.

## Rendszerezése
A fajt Thomas C. Jerdon brit zoológus írta le 1862-ben.

## Alfajai
- Pycnonotus blanfordi blanfordi (Jerdon, 1862) – Mianmar;
- Pycnonotus blanfordi conradi (Finsch, 1873) – Thaiföld, észak-Malajzia, dél-Laosz, Kambodzsa, közép- és dél-Vietnám.

## Előfordulása
Délkelet-Ázsiában, Kambodzsa, Laosz, Malajzia, Mianmar, Thaiföld és Vietnám területén honos. 
Természetes élőhelyei a szubtrópusi vagy trópusi síkvidéki esőerdők és cserjések, valamint szántóföldeken, vidéki kertek és városias régiók. Állandó, nem vonuló faj.

## Megjelenése
Testhossza 20 centiméter, testtömege 28–36 gramm.

## Életmódja
Gyümölcsökkel, bogyókkal és rovarokkal táplálkozik.

## Természetvédelmi helyzete
Az elterjedési területe rendkívül nagy, egyedszáma pedig stabil. A Természetvédelmi Világszövetség Vörös listáján nem fenyegetett fajként szerepel.